# Neuropathie amyloïde
 (mars 2023).
Si vous disposez d'ouvrages ou d'articles de référence ou si vous connaissez des sites web de qualité traitant du thème abordé ici, merci de compléter l'article en donnant les références utiles à sa vérifiabilité et en les liant à la section « Notes et références ».
Les neuropathies amyloïdes sont des neuropathies périphériques qui peuvent être génétiques (neuropathies amyloides familiales) ou secondaires à la présence d'une immunoglobuline monoclonale dans le sang. La maladie est due à la présence de dépôts d'amylose toxiques pour les tissus.
Ce sont des neuropathies très graves atteignant à la fois les nerfs moteurs et sensitifs mais également le système nerveux autonome. Une atteinte cardiaque, oculaire voire rénale peuvent survenir en fonction du type d'amylose. Le traitement de référence des formes familiales repose sur la transplantation hépatique (le foie étant la source de fabrication l'amylose). Une nouvelle molécule Tafamidis vient de[Quand ?] montrer son efficacité dans les formes génétiques liées à une mutation Val30Met du gène de la transthyrétine. Les formes liées à une gammapathie monoclonale sont traitées par chimiothérapie.